# Corrina Cordzt
Corrina Gwendalyn Cordzt (Auckland, 6 febbraio 1962) è un'ex cestista neozelandese.

## Carriera
Con la Nuova Zelanda ha disputato i Campionati mondiali del 1994.